# Blutch (stripfiguur)

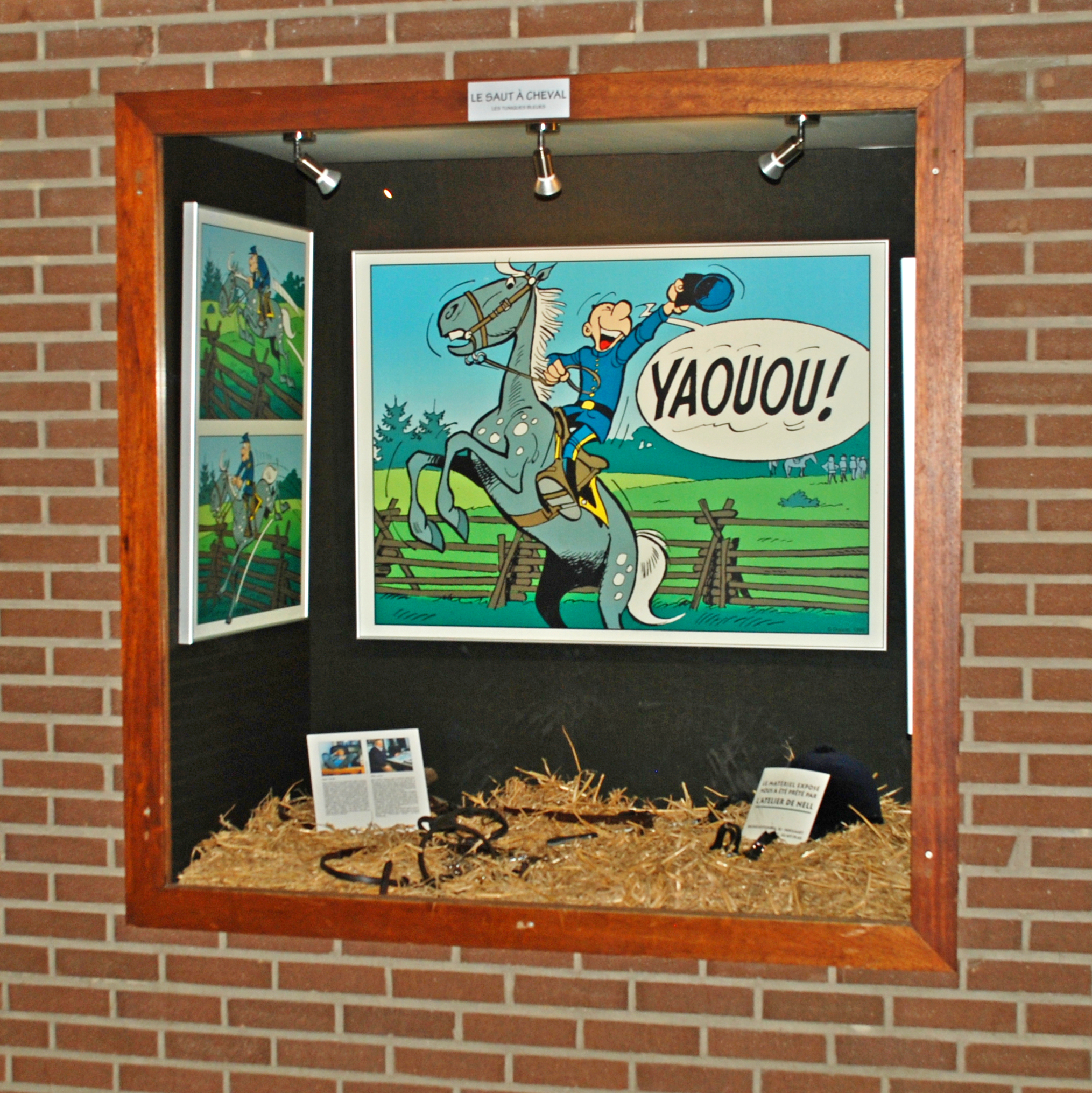
Korporaal Blutch.

Blutch of korporaal Blutch  is een personage uit de stripserie De Blauwbloezen van tekenaars Louis Salvérius, Willy Lambil en scenarist Raoul Cauvin. Blutch beleeft samen met zijn onafscheidelijke compagnon Sergeant Chesterfield (die elkaar niet uit kunnen staan, maar ook niet zonder elkaar kunnen) diverse avonturen in de periode van de Amerikaanse Burgeroorlog (1861 - 1865) tussen de noordelijke staten en de zuidelijke.

## Jonge jaren
Als baby is Blutch gescheiden van zijn tweelingbroer. Die laatste wordt door het Comanche opperhoofd Penateka geadopteerd en opgevoed als indiaan (zie - Mijn broer de indiaan, deel 56). Blutch zelf werd als baby gevonden door H.W. Harding, voor zijn dokterspost in de staat Missouri. De dokter die constant aan de drank is, weet de baby niet op te voeden. In zijn vrouwelijke omgeving spreekt men er schande van, waarna een paar invloedrijke dames het kind listig weten weg te halen en hem in een weeshuis plaatsen. Blutch groeit als weeskind verder op onder een enorme streng regime. Tien jaar later moet dokter H.W. Harding (zie - De groene jaren, deel 34) voor een spoedgeval naar het weeshuis en vraagt zich af of Blutch nog in leven is. Als de dokter hem gevonden heeft, bedenken de twee een list om uit te breken. Daarna trekken de twee naar Californië om daar achtereenvolgens te werken als o.a. goudzoeker in Californië, docker, leerlingkapper, koffiejongen, krantenverkoper in San Francisco, mijnwerker, koopman van groene bananen (De Groene Jaren, deel 34). Als Blutch voor de zoveelste keer teleurgesteld is in dokter Harding, trekt hij alleen de wijde wereld in, waarna hij zich na enkele jaren vestigt in Chicago als café-eigenaar.

## Blutch en Chesterfield
Blutch was barkeeper in café The Pacific toen hij gerekruteerd (Hoe het begon, deel 18) werd nadat hij dronken gevoerd was (hij tekende voor de noordelijken onder valse voorwendselen). Als hij bijkomt de volgende dag denkt hij alleen maar aan deserteren, in tegenstelling tot zijn medepassagier Chesterfield, die het eigenlijk wel prima vindt. 
Hij belandt bij het onderdeel van de Cavalerie, waar hij samen met Chesterfield binnen een nacht paard leert rijden. Hij heeft de rang van korporaal gekregen via loting (in diezelfde loting werd Chesterfield sergeant). Hij is tweemaal tijdelijk gepromoveerd naar de rang van luitenant. Een eerste keer in (The David, deel 19) bij vergissing nadat Kapitein Stilman de beloning omwisselde na het vervullen van een gevaarlijke opdracht en een tweede keer in de (De stromannen, deel 40) als onderdeel van operatie om de Zuidelijken op het verkeerde been te zetten. Hij heeft een afkeer van het leger en probeert regelmatig te deserteren. Zijn metgezel Cornelius Chesterfield probeert dit keer op keer te voorkomen. Grappig genoeg spreekt iedereen Chesterfield aan met 'sergeant', terwijl iedereen Blutch gewoon bij zijn naam noemt, heel soms met korporaal ervoor. 
'Arabesk' is de naam van het paard van Blutch. Hij leert het paard dood te vallen zodra kapitein Stark 'aaanvalleu!' roept. Hierdoor komen meestal om verschillende redenen Blutch, Chesterfield en Stark als enige cavalerie deelnemers levend van het slagveld. De band met zijn paard Arabesk (een merrie) is vrij diep, hij wil het liefst het paard verstoppen als er een veldslag aan bod komt.

## Trivia
De Franse striptekenaar Christian Hincker nam als pseudoniem Blutch, naar de korporaal uit De blauwboezen.